# Arabellapark (stanice metra v Mnichově)
Arabellapark je východní konečná stanice linky U4 mnichovského metra. Rozkládá se pod parkem Arabellapark a byla navržena architektkou Ingeborg Bielinskou, která také výrazně utvořila její podobu. Jméno „Arabella“ je název opery od Richarda Strausse.
Nástupiště stanice se mírně zahýbá. Strop stanice je podpírán několika lesklými sloupy z bílé žuly. Obklady nástupiště tvoří šedavé desky. Strop je tmavě modrý, nad nástupištěm jej zakrývají bíle čtvercové panely. Osvětlení zajišťují tří řady oválných zářivek.
Obratiště za stanicí bylo zbudováno prostorově velkoryse. V polovině 80. let totiž nebylo možné dále stavět metro až na Englschalking. Zatím se v tunelech za stanicí nacházejí zarážedla až do té doby, než se linka U4 prodlouží k 600 metrů vzdálené stanici Cosimapark. Stanice obsluhuje centrum čtvrti Bogenhausens společně s autobusovým terminálem.